# Schenefeld, Pinneberg
Schenefeld là một đô thị thuộc huyện Pinneberg, trong bang Schleswig-Holstein, nước Đức. Đô thị này có diện tích 9,99 km², dân số thời điểm 31 tháng 12 năm 2006 là 17.852 người. Schnềld có cự ly khoảng 20 km về phía đông nam Elmshorn, 10 km về phía tây bắc Hamburg.